# 1184 (альбом)
1184 — третий студийный альбом норвежской блэк-метал-группы Windir, выпущенный 19 ноября 2001 года на лейбле Head Not Found. Является предпоследним студийным релизом коллектива, который распался в 2004 году в связи со смертью основателя Терье «Вальфара» Баккена.
Альбом назван в честь года битвы при Фимрейте — решающего морского сражения эпохи гражданских войн в Норвегии между королём Магнусом V и предводителем биркебейнеров Сверриром Сигурдссоном, в результате которой Сверрир стал единоличным правителем Норвегии. Тексты альбома созданы преимущественно на английском языке, однако часть песен была написана на согндальском диалекте норвежского языка. Помимо описания исторических событий, тексты посвящены мифологии и природе родного края группы, Согндала, а также темам смерти.
1184 совмещает в себе элементы блэк-метала, такие как скриминг, гитарные тремоло и интенсивная барабанная игра, с мотивами норвежской народной музыки, сочетая чистый вокал и множество эпических мелодий, исполненных с помощью гитар, синтезатора и аккордеона. В отличие от предыдущих альбомов Windir, записанных Вальфаром самостоятельно, для 1184 состав группы был расширен до шести человек, а в создании музыки участвовал друг детства Вальфара, Ярле «Хвалль» Кволе, благодаря которому звучание альбома стало более агрессивным и утяжелённым.
Альбом был высоко оценён музыкальными критиками, отмечавшими идеальное балансирование звучания между блэк- и фолк-металом, которое позволило коллективу создать уникальную работу, являющуюся одной из лучших в жанре. Спустя годы 1184 признавался «классическим» и одним из величайших блэк-метал-альбомов всех времён как музыкальными изданиями, так и фанатами.

## Создание альбома

### Предыстория

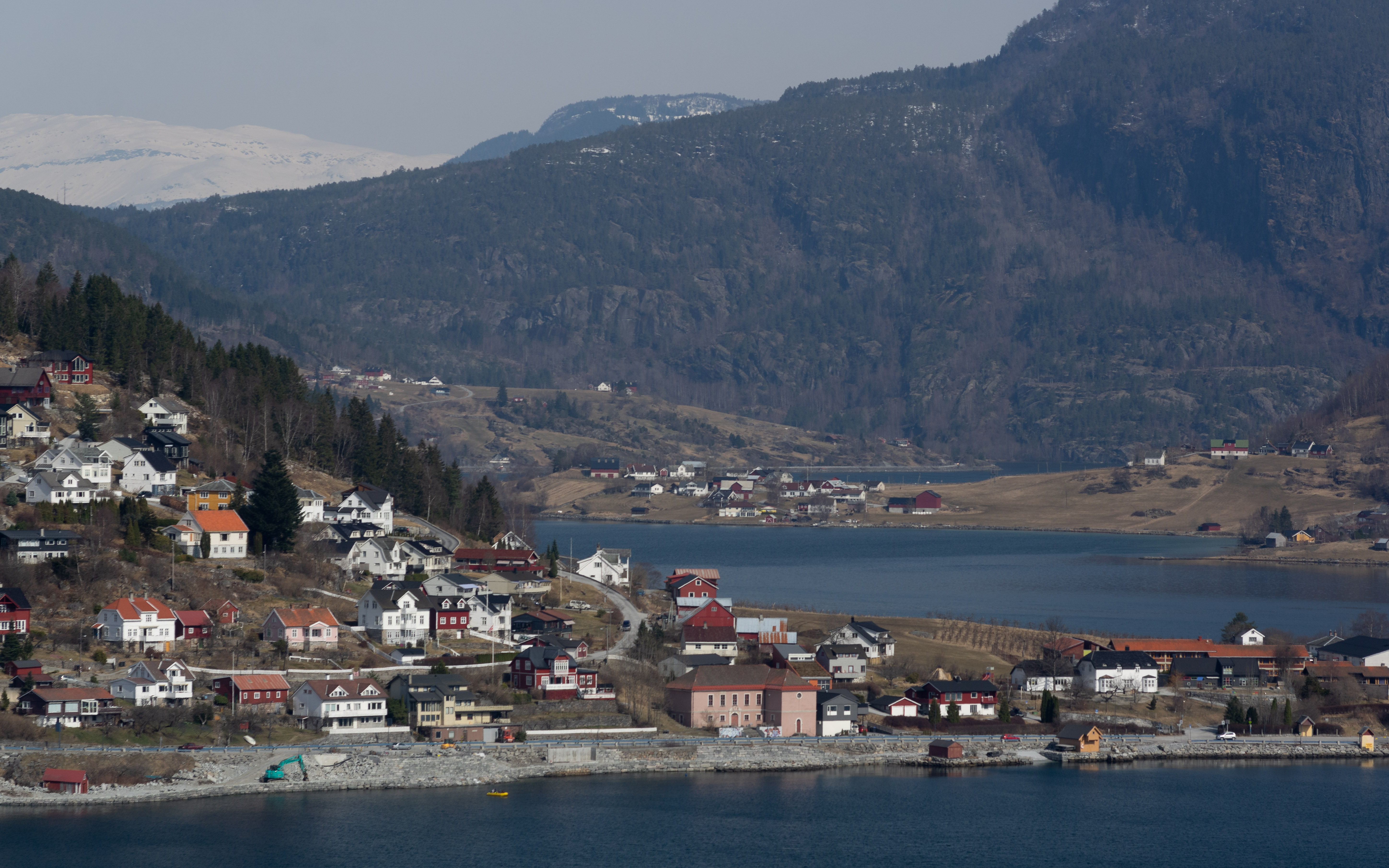
Норвежская коммуна Согндал является родиной для музыкантов Windir, её история и природа стали основным источником вдохновения для создания 1184

Группа Windir была основана Терье «Вальфаром» Баккеном в 1994 году в норвежской коммуне Согндал, расположенной в историческом регионе Согн. Записав две демозаписи, Sogneriket (1994) и Det Gamle Riket (1995), Вальфар подписал контракт с лейблом Head Not Found на выпуск четырёх альбомов. После этого музыкантом было выпущено два альбома, Sóknardalr (1997) и Arntor (1999), на которых уже демонстрировалось совмещение блэк-метала с фолк-элементами норвежской народной музыки. Два этих альбома Вальфар записал самостоятельно, исполнив партии вокала, гитар, бас-гитары, синтезатора, а также аккордеона, который являлся его первым освоенным инструментом, изредка приглашая для записи сессионных музыкантов.
Однако Вальфар чувствовал, что после Arntor он исчерпал своё вдохновение и захотел внести изменения в состав и создать полноценную группу с целью последующих живых выступлений. Для этого он объединился с блэк-дэт-метал-группой Ulcus, также родом из Согндала, одним из основателей которой являлся давний друг детства Вальфара, Ярле «Хвалль» Кволе, также чувствовавший, что в его деятельности с Ulcus наступила стагнация. Музыканты изначально планировали создать отдельный проект, однако решили, что наиболее удачным решением будет продолжить под именем Windir и развивать музыкальные идеи, которые Вальфар начал закладывать на ранних релизах.

### Запись
Таким образом, к моменту записи третьего альбома Windir состоял из шести человек. Вальфар и Хвалль разделили обязанности по созданию песен, и каждый из них написал свою половину текстов и музыки. Вальфар говорил в интервью, что он отвечал преимущественно за мелодичные фолк-мелодии и создание необходимой атмосферы на альбоме, тогда как Хвалль привнёс агрессивные гитарные риффы, которые остались от неиспользованного материала Ulcus. В отличие от двух предыдущих альбомов, для 1184 Вальфар записал только вокал и аккордеон, доверив остальным участникам исполнить остальные партии в соответствие с их видением.
Хотя предыдущий релиз Вальфара, Arntor, был записан в студии Grieghallen, для работы над 1184 была выбрана Akkerhaugen Lydstudio, несмотря на возрастающую популярность Grieghallen после выхода записанного на ней альбома Emperor IX Equilibrium в 1999 году. Вальфар объяснял это тем, что после работы с Grieghallen написанные им аранжировки потеряли значительную часть задуманной глубины и атмосферности. Помимо этого, Вальфар указывал на расположенность Akkerhaugen Lydstudio в сельской местности, что способствовало творческой атмосфере, а также на финансовые причины, отмечая, что у группы всё равно бы не хватило средств на запись в другой норвежской студии.

## Тематика альбома

### Битва при Фимрейте

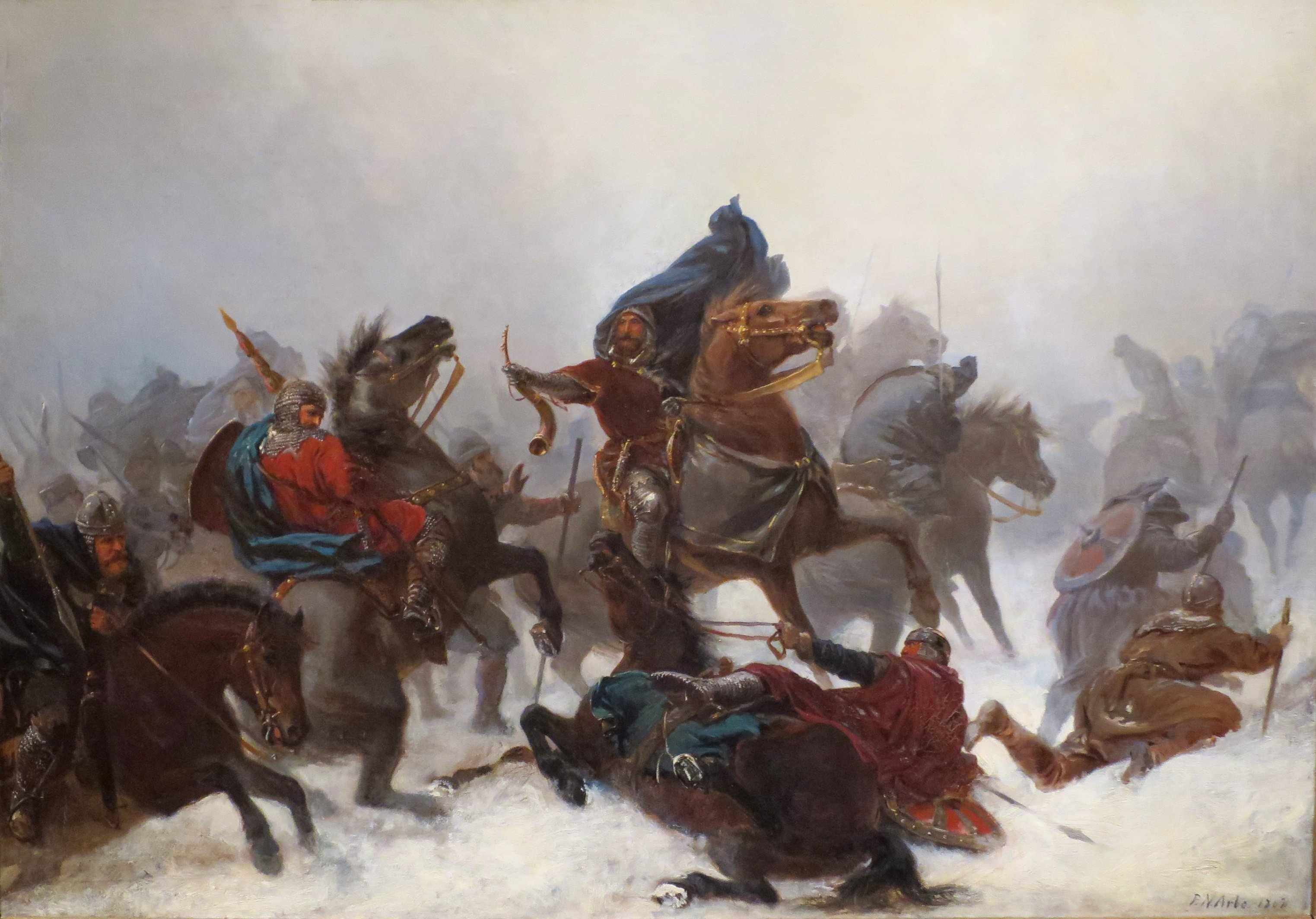
1184 был назван в честь решающей битвы при Фимрейте, после которой Сверрир Сигурдссон стал единоличным королём Норвегии

1184 назван в честь года битвы при Фимрейте, состоявшейся 15 июня во время эпохи гражданских войн в Норвегии в Согне-фьорде между королём Норвегии Магнусом V и предводителем биркебейнеров Сверриром Сигурдссоном. Жители деревни Согндал, находившейся тогда под властью Сверрира, устали от несправедливых налогов, которыми он облагал захваченные земли. Последней каплей, приведшей к упомянутой битве, стало требование людей Сверрира обеспечить им пир в честь Рождества 1183 года. В связи с этим, в канун Рождества разгневанные жители Согндала и близлежащего Лусакаупанга, под руководством Арнтора из Хвалля, убили всех священников и людей Сверре, несмотря на их мольбы о пощаде.
Узнав об этом, Сверрир пришёл в ярость и отправился в Согндал, намереваясь сжечь деревню и убить всех её жителей. Магнус V, находившийся тогда в изгнании в Дании, увидел в этом возможность сразиться со Сверриром в решающей битве и отправился ему навстречу. Магнус и Сверрир встретились близ деревни Фимрейт 15 июня 1184 года. Несмотря на численное превосходство Магнуса, Сверрир сумел вынудить его сконцентрировать свои силы на самом массивном корабле своего флота, атаковав оставшимися драккарами ослабленные фланги Магнуса. В панике его воины стали прыгать за борт и перебегать на оставшиеся корабли, которые в конечном счёте начали идти ко дну под тяжестью людей. По итогу битвы погибло более 2000 людей, включая короля Магнуса V, после смерти которого Сверрир стал единоличным королём Норвегии. Хотя битва при Фимрейте не завершила эпоху гражданских войн, она считается крупнейшим морским сражением того времени и поворотным моментом в биографии Сверрира.
По словам Вальфара, он является потомком людей Магнуса, сражавшихся против Сверрира, а в родословной его друга Хвалля существует прямая линия до Арнтора. Ферма Хвалля, на которой музыканты проводили много времени в детстве, являлась фермой упомянутого предводителя восставших жителей Согндала. В связи с этим, Вальфар с сожалением отзывался о проигрыше Магнуса, а Сверрира называл «лжецом, ублюдком и предателем», не считая необходимым отводить ему большую роль в своём творчестве, а сосредоточиться на истории Арнтора, но отмечая, что это его сугубо личный взгляд на историю своего края, не претендующий на историчность.

### Тексты песен

«Когда Валфар начал в юности играть на аккордеоне, он был очарован старыми норвежскими мелодиями. Фолк-влияние в Windir было в основном вдохновлено этими мелодиями и мрачной и угнетающей атмосферой в них»

В отличие от первых двух альбомов, все песни к которым были написаны на согндальском диалекте норвежского языка, на 1184 большая часть текстов написана на английском языке, так как Вальфар желал сделать своё творчество доступным для как можно большего количества слушателей, хотя музыкант отмечал, что английский не может передать весь спектр эмоций, которые вызывает у него история его родины. Лишь две песни написаны на согндальском — заглавная «1184» и «Heidra». Помимо этого, песня «Todeswalzer» содержит несколько строк на немецком языке.
Несмотря на то, что 1184 был назван в честь битвы при Фирмейте, альбом не является концептуальным, и только две песни («1184» и «Heidra») имеют отношение к этому историческому событию и являются своеобразным продолжением предыдущего альбома, Arntor, который повествовал о предводителе восставших мирных жителей Согндала, Арнторе. Хвалль говорил, что их с Вальфаром тексты — это дань уважения Согндалу и Норвегии, их природе, истории и легендам, а Арнтор, по мнению музыкантов, является символом всего этого. Песня «1184» описывает непосредственно битву при Фирмейте, и Вальфар называл её второй частью «саги об Арнторе». Третьей частью этой саги является песня «Heidra» (с норв. — «Удостоенный чести»), повествующая об окончании битвы, смерти Арнтора и отнятии его земли Сверриром.
Помимо раскрытия исторических событий, часть песен посвящены смерти, в том числе открывающая композиция «Todeswalzer» (с нем. — «Вальс смерти»). Название было вдохновлено немецкой классической музыкой и отсылает к фрагменту песни, написанному в размере три четверти, во время которого и звучат строчки на немецком, исполненные с помощью чистого вокала приглашённым вокалистом Космократором. Заключительная песня альбома, «Journey to the End» (с англ. — «Путешествие до конца»), как и «Todeswalzer», посвящена теме смерти. Вальфар говорил в интервью, что когда он пишет песни, не посвящённые истории, он создаёт рассказ о себе, в конце которого он умирает. Дайал Паттерсон, автор книги «Black Metal: Evolution of the Cult», находит в этом пророческий мотив, так как спустя три года после выхода альбома Вальфар погибнет от переохлаждения в метели по дороге в загородный дом своей семьи.

### Обложка
В качестве обложки для альбома была использована картина норвежского художника-романтика Юхана Кристиана Даля «Зима в Согне-фьорде», написанная в феврале 1827 года. На картине со стороны деревни Норнес изображён древний менгир на фоне Фимрейта, около которого и произошла памятная битва в 1184 году. По словам искусствоведа Бодил Соренсен, картина Даля является данью уважения великолепной норвежской природе и гордой истории страны. Данный выбор для обложки Вальфар объяснял своей любовью к национально-романтической норвежской живописи и, в частности, к картинам Даля.

## Музыкальный стиль
Вальфар предпочитал не характеризовать музыку Windir, как блэк-метал, фолк-метал или викинг-метал, а придумал собственное обозначение для неё — согнаметал (англ. Sognametal, от названия района Согн), чтобы дистанцироваться от какой-либо музыкальной сцены. Музыкант вырос на норвежской фольклорной музыке и с детства играл на аккордеоне, упоминая в интервью, что в местной фолк-музыке он чувствует ту же грустную атмосферу, что и в блэк-метале. 1184 содержит большое количество мелодических проигрышей, исполненных преимущественно на гитаре и синтезаторе, и Вальфар отмечал важность этих мелодий в своём творчестве, говоря: «Некоторые люди используют мелодии, чтобы улучшить свою музыку, но для меня музыка предназначена для того, чтобы улучшить мелодии».
Альбом продолжает музыкальные идеи музыканта по сочетанию блэк-метала и фолковых мелодий, заложенные в предыдущих двух релизах Windir, однако участие Хвалля в создании музыки добавило большую агрессивность и экстремальность звучанию 1184. По сравнению с Arntor песни стали композиционно более сложными, в качестве вокала преобладает типичный для блэк-метала скриминг, а в барабанных партиях часто используется бласт-бит и двойная бас-бочка. Хотя песни сохраняют грубое и «сырое» звучание, характерное для жанра, наряду с этим, альбом наполнен эпическими мелодиями, поддерживаемыми чистым вокалом.
Помимо утяжеления звучания, на 1184 появились эксперименты с введением элементов электронной музыки. Самым заметным из них является песня «Journey to the End», которая более чем наполовину состоит из инструментальной части в стиле EDM. На вопрос о том, что должен означать этот фрагмент с нетипичным для блэк-метала звучанием, Вальфар отвечал, что он не должен означать ничего специфического, так как его атмосфера соответствовала тексту и названию песни, а для музыканта это является важнее всего, несмотря на его формальное несоответствие жанру.

## Отзывы критиков
| Оценки критиков | Оценки критиков |
| Источник        | Оценка          |
| --------------- | --------------- |
| AllMusic        | [ 16 ]          |
| Metal Storm     | [ 15 ]          |
| Metal.de        | [ 14 ]          |
| Rock Hard       | [ 17 ]          |

1184 был высоко оценён музыкальными критиками. В обзоре веб-сайта Metal Storm отмечалось, что благодаря реформированию Windir из сольного проекта в полноценную группу, Вальфар смог полноценно сконцентрироваться на создании песен, и ему удалось создать один из лучших альбомов в своём жанре, в котором гармонично совмещается блэк-метал с эпическими народными мелодиями. В обзоре для сайта Metal.de также подчёркивалась уместность большого количества клавишных партий, которые не звучат раздражающе или фальшиво, а наоборот дополняют звучание Windir, идеально сочетаясь с агрессивными гитарами и барабанами. Брэдли Торреано в обзоре для AllMusic писал, что на 1184 группа нашла золотую середину между блэк-металом и фолк-мелодиями, оценив музыкальные эксперименты музыкантов, которые пытались расширить границы жанра. Кевин Стюарт-Панко из Exclaim! отмечал, что из-за этого балансирования на стыке направлений альбом сможет угодить как фанатам классического, «сырого», блэк-метала, так и любителям более прогрессивных течений жанра.

### Признание
Спустя годы 1184 признаётся в качестве одного из важнейших альбомов блэк-метала. В 2018 году журнал Metal Hammer включил его в свой список «40 лучших альбомов блэк-метала всех времён». Веб-сайт Ultimate Guitar в 2020 году составил список 8 культовых блэк-метал-альбомов, которые сохранили жанр в нулевых, поместив в него 1184, написав: «1184 — это удивительный норвежский блэк-метал альбом нового поколения, который доказал, что мелодия при правильном использовании только добавляет глубины злобному звучанию жанра». Альбом до сих пор высоко оценивается музыкальными фанатами, и в рейтинге «100 лучших блэк-метал альбомов» на сайте Metal Storm занимает 16 позицию.

## Список композиций
Слова и музыка всех песен — Вальфар и Хвалль.
| №                   | Название               | Перевод названия              | Длительность |
| ------------------- | ---------------------- | ----------------------------- | ------------ |
| 1.                  | «Todeswalzer»          | с нем. — «Вальс смерти»       | 4:54         |
| 2.                  | «1184»                 | «1184»                        | 5:28         |
| 3.                  | «Dance of Mortal Lust» | «Танец смертной похоти»       | 5:45         |
| 4.                  | «The Spiritlord»       | «Повелитель духов»            | 6:11         |
| 5.                  | «Heidra»               | с норв. — «Удостоенный чести» | 8:18         |
| 6.                  | «Destroy»              | «Уничтожить»                  | 6:30         |
| 7.                  | «Black New Age»        | «Чёрный новый век»            | 4:54         |
| 8.                  | «Journey to the End»   | «Путешествие до конца»        | 9:34         |
| Общая длительность: | Общая длительность:    | Общая длительность:           | 51:34        |

## Участники записи
Windir
- Вальфар (Valfar) — скриминг, аккордеон, программирование, дополнительные бас-гитара и гитара, синтезатор, продюсирование, сведение
- Хвалль (Hvàll) — бас-гитара, продюсирование, сведение
- Стейнгрим (Steingrim) — ударные
- Стуре Дингсёйр (Sture Dingsøyr) — ритм-гитара
- Стром (Strom) — соло-гитара
- Риг (Righ) — синтезатор

Приглашённые музыканты
- Космократор (Cosmocrator) — чистый вокал

Технический персонал
- Турбьёрн Аккерхауген — продюсирование, сведение
- Том Кволсволл — мастеринг